# Campo volcánico Pali Aike
Pali Aike es un campo volcánico ubicado en la Patagonia oriental, en el límite entre la provincia argentina de Santa Cruz y la región chilena de Magallanes y Antártica Chilena, y a corta distancia del estrecho de Magallanes, a lo largo de la frontera entre los dos países. Es parte de una familia de volcanes de retroarco, que se formó a partir de procesos que involucran la colisión de la dorsal Chile con la fosa Perú-Chile. Se encuentra más al este que la zona volcánica austral, el arco que conforma el cinturón volcánico de los Andes en esta latitud. Pali Aike se formó sobre una cuenca de la edad jurásica a partir del Mioceno tardío como consecuencia de eventos tectónicos regionales. La última erupción conocida data de 5550 a. C. ± 1000 años.
El campo volcánico consiste en una formación de trap basáltico más antigua y centros volcánicos más jóvenes en forma de conos piroclásticos, conos de escoria, maars y flujos de lava. Hay aproximadamente 467 respiraderos en un área de 4500 kilómetros cuadrados; a menudo, estos se distribuyen a lo largo de lineamientos o fallas, junto con maars y otros lagos, tanto volcánicos como no volcánicos. Además destaca por la presencia de gran cantidad de xenolitos en sus rocas y porque alberga el maar Potrok Aike, de donde se han obtenido datos paleoclimáticos. El campo estuvo activo desde hace 3,78 millones de años: las últimas erupciones ocurrieron durante el Holoceno, como lo indica el entierro de artefactos arqueológicos; el maar de Laguna Azul se formó unos 3400 años antes del presente. 
La porción del campo dentro de Chile está protegida por el parque nacional Pali Aike desde 1970. Una pequeña parte de la sección argentina está incluida dentro de la reserva provincial geológica Laguna Azul. En la parte chilena se encuentra la cueva Fell, un yacimiento arqueológico donde se han hallado restos de ocupación humana datados con una antigüedad de alrededor de 11 000 años, lo que corresponde al asentamiento más antiguo de la Patagonia. El sitio ha sido propuesto por Chile como candidato a formar parte del Patrimonio de la Humanidad. A fecha de 2021 ciertas zonas constituyen áreas protegidas en Chile y Argentina, y en este último país la ciudad de Río Gallegos se encuentra a 23 kilómetros del campo volcánico.

## Nombre
El nombre Pali Aike proviene del idioma tehuelche, donde pale significa «hambre» y aike significa «ubicación». Originalmente era el nombre de una estancia[¿cuál?] y luego se aplicó al campo volcánico.

## Geografía humana
El campo volcánico Pali Aike se extiende por la frontera entre Argentina y Chile, al norte del Estrecho de Magallanes. La mayor parte del campo se encuentra en Argentina, en la parte más austral de la provincia de Santa Cruz, mientras que la parte chilena se encuentra en la comuna de San Gregorio. Las ciudades de Río Gallegos (Argentina) y Punta Arenas (Chile) se encuentran al noreste y suroeste de Pali Aike respectivamente. Inusualmente para los volcanes argentinos, los pertenecientes a  Pali Aike están cerca de áreas urbanas, ya que el respiradero más cercano está a solo 23 kilómetros o 30 kilómetros de distancia de Río Gallegos;  los respiraderos se observan fácilmente desde la ciudad. El paso fronterizo llamado de Monte Aymond o Paso Integración Austral se encuentra junto al campo volcánico y la Ruta Nacional Argentina 3 pasa por dicho campo a corta distancia del paso internacional. En el lado chileno existen rutas de senderismo.

## Geografía y estructura

### Local
El campo volcánico Pali Aike cubre una superficie de 4500 kilómetros cuadrados, y se extiende más de 150 kilómetros de noroeste a sureste. Está formado por una meseta de flujos de lava que tiene hasta 120 metros de grosor (en su alcance noroeste), con un relieve promedio de 20-100 metros. Esta altiplanicie está formada por tablas que contienen depresiones y lagos y cuyos márgenes son pendientes empinadas que acumulan bloques a sus pies. Incluye los restos de centros volcánicos individuales, y es posible que algunos cuellos volcánicos, situados en la parte central del oeste del campo, sean los componentes anteriormente subterráneos de los edificios volcánicos ahora erosionados. Entre estos tapones volcánicos se encuentran los cañadones Domeyko, Gay y Philippi Hills, que sobresalen de manera visible de las llanuras circundantes. Las rocas volcánicas estaban emplazadas sobre sedimentos de la edad terciaria, que fueron alisados por la acción glaciar. Los limos son a menudo inestables y propensos a perder masa y deslizamientos de tierra.

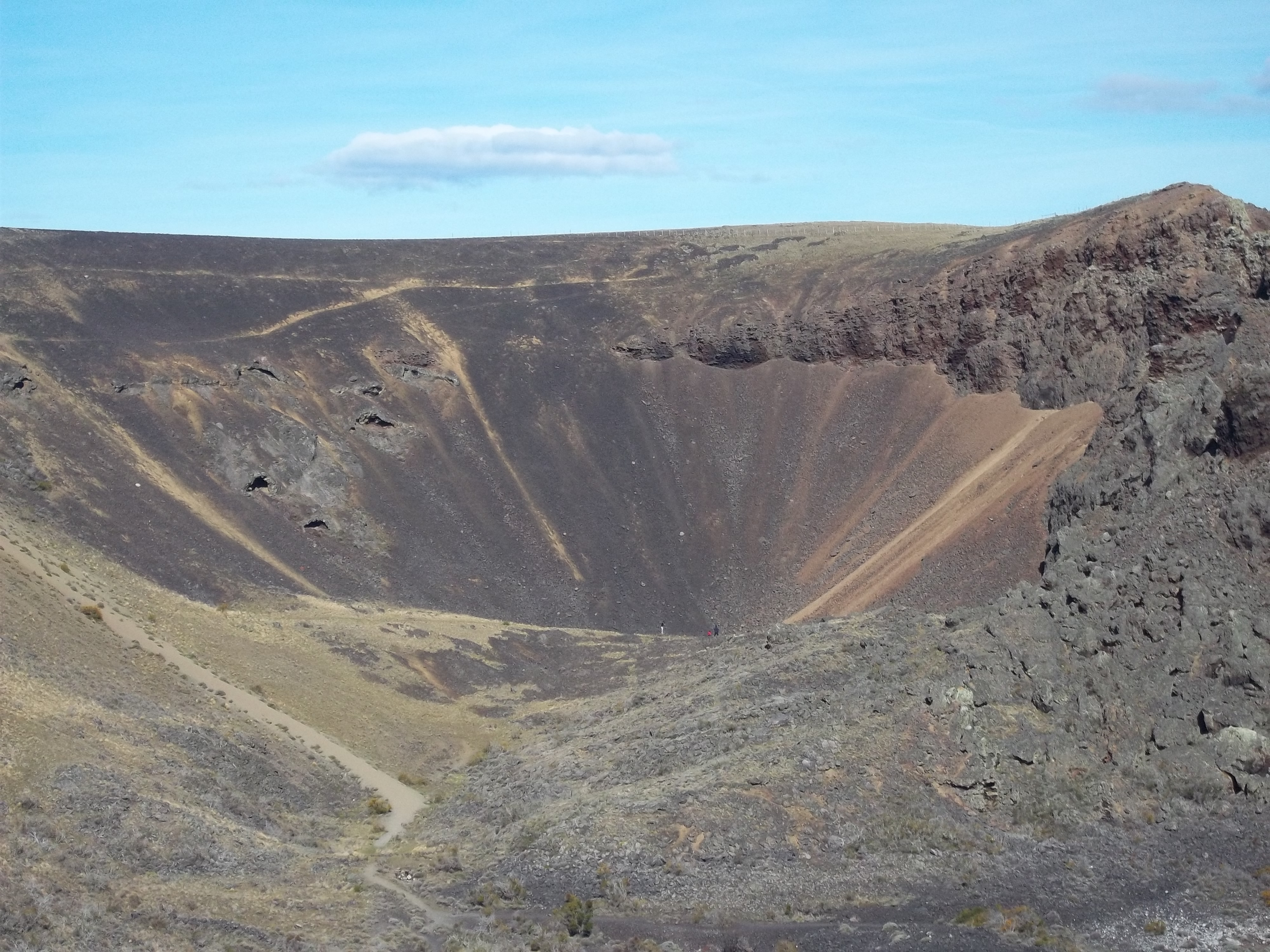
Volcán de la Laguna Azul (Argentina), cráter secundario al oriente del cráter principal

Hay cuatrocientas sesenta y siete fumarolas volcánicas en el campo. Los volcanes monogenéticos se emplazan en la meseta de lava a elevaciones de 110 a 180 metros sobre el nivel del mar e incluyen maars, anillos de toba y conos de escoria. Estos diversos centros se elevan entre 20 y 160 metros sobre el terreno circundante. Los cráteres anidados y los perforados, y los respiraderos de fisura son comunes entre los diversos respiraderos, al igual que los flujos de lava, pero no se han investigado suficientemente sobre los conos de escoria. Las coladas de lava incrustadas en los valles alcanzan longitudes de 8 kilómetros. Los conos volcánicos en Pali Aike incluyen Aymond, Colorado, Dinero, Fell y Negro. El respiradero Cerro del Diablo, un cono volcánico, es el volcán más joven en el campo y ha emitido lava ʻaʻā y pahoehoe, que tienen una apariencia fresca y no cubren el suelo. Los respiraderos fueron el origen de los flujos de lava, que a veces rompieron los mismos. Algunos flujos son más antiguos y están cubiertos de tierra, mientras que los más jóvenes no lo están. Estas corrientes de lava jóvenes también tienen características superficiales que incluyen túneles de lava, hornitos, túmulos y una superficie rugosa. Algunos de estos están muy erosionados, mientras que la parte sureste del campo presenta centros de aspecto fresco, donde forman los «Basaltos del Diablo». Los volcanes individuales se subdividen en tres grupos, que se denominan «U1» (la meseta de lava), «U2» (los centros más antiguos) y «U3» (para los respiraderos más recientes).

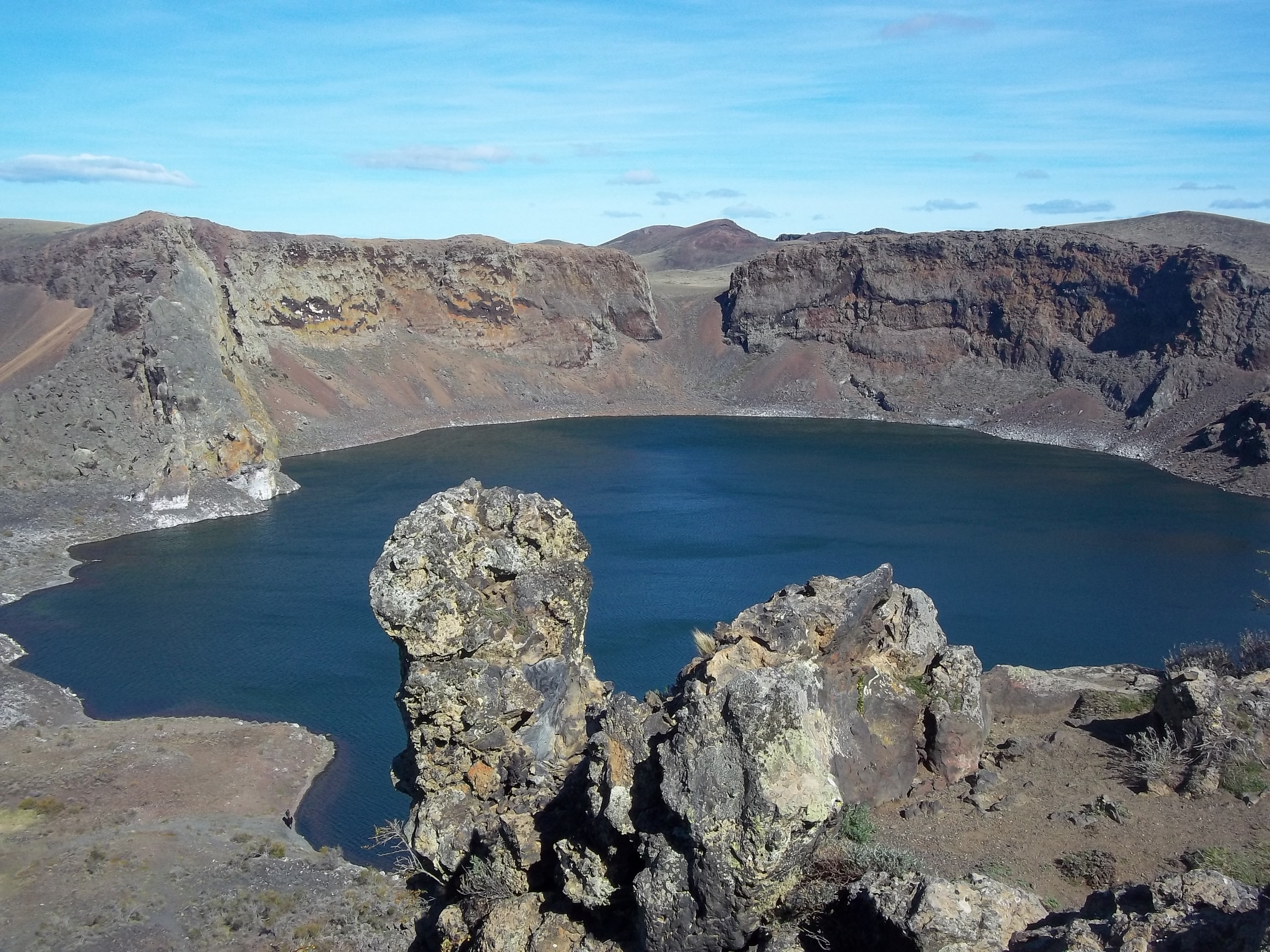
Laguna Azul: Laguna situada en la Patagonia argentina, dentro del cráter de un volcán extinto.

Los maars son depresiones en el suelo que están rodeadas por un anillo de sedimento que se eleva por encima del terreno circundante; por lo general, se forman donde el agua congelada o líquida interactúa con el magma ascendente y provoca explosiones. En Pali Aike hay alrededor de cien de ellos, con diámetros que van desde los 500 metros hasta los 4000, y conforman la topografía característica del campo volcánico. El suelo periglacial es rico en hielo y agua, lo que podría explicar porqué hay tantos maars en Pali Aike. Notable entre estos cuerpos de agua es la laguna Azul, un lago de cráter que se encuentra dentro de un anillo piroclástico al lado de un cono de escoria. Este maar se formó durante tres etapas en tres cráteres separados y también es la fuente de un flujo de lava. Potrok Aike, en comparación, es mucho más grande (el diámetro del cráter es de 5 kilómetros); su borde es apenas reconocible y parece ser más parecido a un maar. Hay maars adicionales en la parte suroeste del campo que son los denominados «West Maar» y «East Maar», que contienen los lagos Laguna Salsa y Laguna del Ruido respectivamente, Bismarck, Carlota, Los Flamencos, Laguna Salida/Laguna Ana y Lago Timone.
Varios respiraderos forman varias alineaciones, generalmente a lo largo de las líneas noroeste-sureste y este-noreste-oeste-suroeste; algunos centros más antiguos muestran un patrón norte-sur. Tales alineaciones ocurren cuando las alineaciones locales actúan como un camino para que el magma ascienda a la corteza y controlen no solo la posición de los respiraderos, sino también la forma de los volcanes que se forman encima de los respiraderos. Estas líneas coinciden con el rumbo de la zona de falla de Magallanes-Fagnano y el más antiguo Rift Austral Patagónico. Las fallas dentro del campo han estado activas en el Terciario y en el Holoceno, y un foso en la parte suroeste del campo ha desviado los flujos de lava.
El río Gallegos pasa al norte del campo volcánico, mientras que su afluente el río Chico cruza el campo volcánico de suroeste a noreste. El terreno del campo es altamente permeable al agua, que luego forma humedales que atraen a un número de aves y manantiales que se utilizan como fuente de agua. Los maars no son los únicos cuerpos de agua dentro del campo; también existen lagos formados por presas de lava, lagos glaciares y lagos formados por la deflación del viento. Algunas de estas masas de agua se secan a fines del verano, lo que permite que el viento elimine los sedimentos de los lechos de los lagos, lo que se convierte así en el origen de largos campos de dunas. Se ha observado un crecimiento activo de tales estelas de viento en Pali Aike. Las estelas de viento son una ocurrencia poco común en la Tierra; son mucho más comunes en Marte.

### Regional
Pali Aike es parte del arco posterior patagónico, una zona de lavas de la meseta de la edad cenozoica. Estas lavas de meseta son de basalto alcalino y de basalto toleítico; hawaiite, traquiandesita y traquita están presentes en cantidades más pequeñas. Desde el sur hasta el norte, las lavas de la meseta incluyen Pali Aike en sí, meseta Vizcachas, meseta de la Muerte, gran Meseta Central, meseta Buenos Aires, cerro Pedrero, meseta de Somuncura, pino Hachado y buta Ranquil. Su actividad comenzó hace 16 millones de años, cuando el dorsal de Chile chocó con la fosa de Perú-Chile y, por lo tanto, causó una fisura en la losa subductora y la formación de una ventana de losa debajo de la Patagonia. Otra teoría es que la reversión de losa puede ser el mecanismo por el cual el volcanismo se activa en la región de Pali Aike. Las tendencias de edad del volcanismo se han interpretado como indicar una migración hacia el sur o una de noreste en el caso de la lavas de la meseta, siguiendo el movimiento de la unión triple al norte; en ese caso Pali Aike sería una excepción, probablemente debido a los efectos tectónicos locales. Sin embargo, algunas lavas de meseta más antigua en el norte se formaron en respuesta a un evento de subducción de cresta anterior en el Eoceno y el Palaeoceno.
El arco volcánico andino se encuentra a 300 kilómetros al oeste de Pali Aike, en forma de la zona volcánica austral, una cadena de estratovolcanoes y un campo volcánico (Fueguino), que es el volcán más austral de América del Sur. El campo volcánico de Camusu Aike, fechado en 2.5 a 2,9 millones de años, está a 200 kilómetros al noroeste y el volcán Morro Chico a unos 50 kilómetros al oeste de Pali Aike.

## Geología

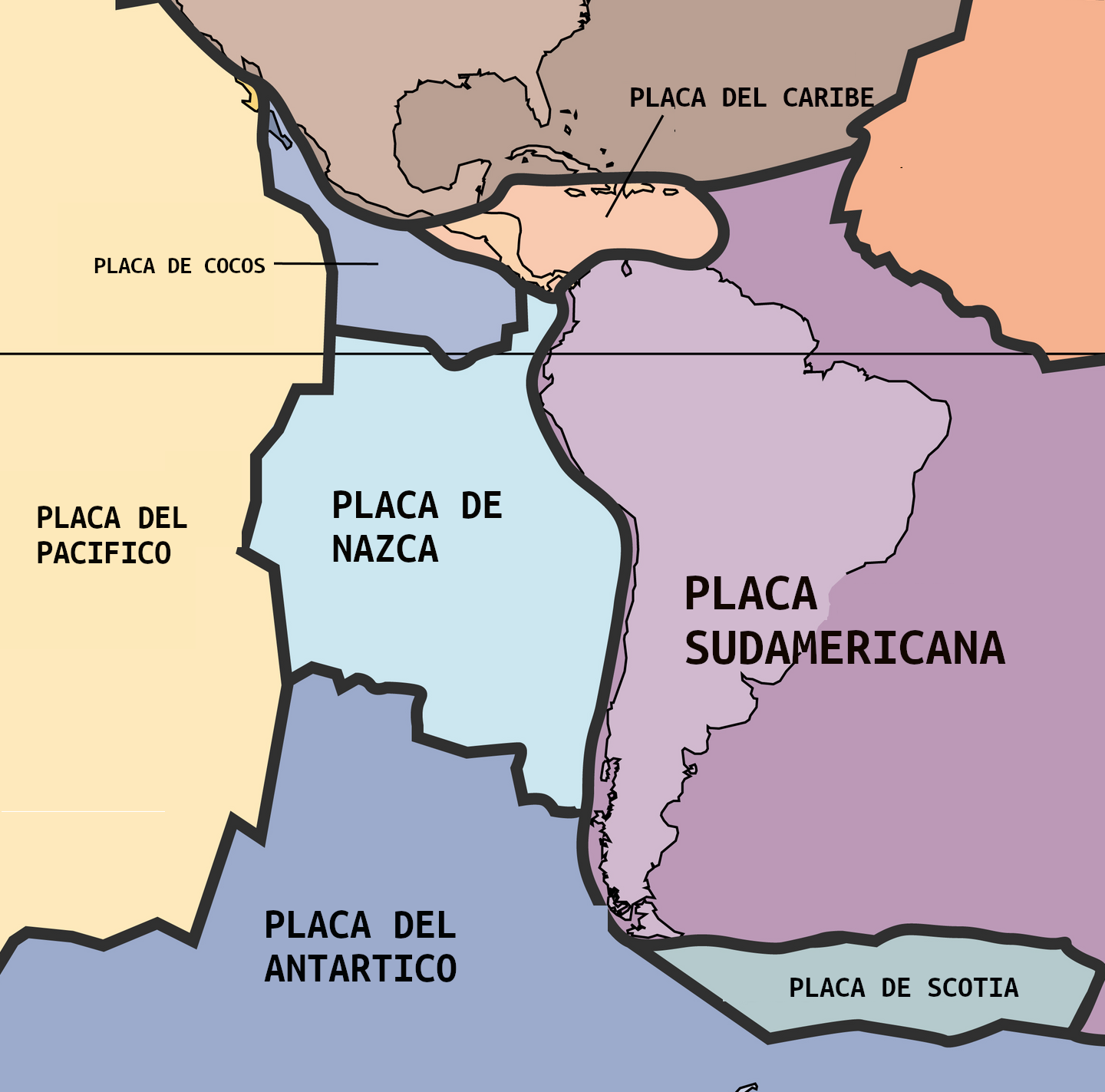
Placas tectónicas a lo largo de Sudamérica

En el extremo sur de América del Sur, la Placa antártica se subduce debajo de ese continente a un ritmo de 2 centímetros por año en la Fosa Perú-Chile. Este proceso de subducción ha causado vulcanismo adakítico en el margen occidental de la parte más austral de América del Sur, formando la Zona Volcánica Austral.
La Patagonia es una región donde interactúan cuatro placas tectónicas: la Placa Antártica, la Placa de Nazca, la Placa Scotia y la Placa sudamericana. Comenzando hace 4 millones de años, la Dorsal de Chile chocó con la Fosa Perú-Chile. Esta colisión ocurrió originalmente al oeste de Tierra del Fuego, pero desde entonces se ha movido hacia el norte, hacia la península de Taitao. Más al sur, la interacción entre las placas de Escocia y América del Sur dio lugar a las fallas Deseado y Magallanes-Fagnano.

### Composición
El campo volcánico Pali Aike se compone principalmente de basalto alcalino y basanito, que forman una suite alcalina rica en sodio; se ha encontrado en algunas ocasiones nefelinita y hawaiite. La fase fenucleística más importante es la olivina, que también aparece como xenolito; otros minerales incluyen piroxeno, diópsido y plagioclasa. La matriz tiene una composición similar con la adición de auge, feldespato y magnetita y ocasionalmente ilmenita y nefelina. Las rocas Pali Aike típicamente cuentan con xenolitos ultramáficos que contienen auge, dunita, eclogita, granate, harzburgita, lherzolita, peridotita, phlogopite, piroxenita, espinela y wehrlites. La composición de estos xenolitos indica que se originaron desde la corteza y el manto. Además, las rocas de Pali Aike contienen inclusiones de fluidos que consisten en dióxido de carbono.
La composición elemental es típica de los basaltos de intraplatos alcalinos. La geoquímica de las rocas Pali Aike se ha interpretado como originaria de la fusión de la peridotita en el manto junto con el fraccionamiento de la olivina y con granate residual; no hay rastro de influencia geoquímica del cinturón volcánico andino adyacente y la zona de subducción asociada. Una litosfera oceánica más antigua que estaba emplazada durante el proterozoico-paleozoico en el área también está involucrado en Magma Génesis. Los diversos índices de isótopos son típicos de los llamados basaltos de arco «cratónico», que están alejados del cinturón volcánico andino y se asemejan a los basaltos de las islas del océano. Se ha discutido el papel del punto de acceso Bouvet en el acceso del Atlántico para su generación.

### Registro geológico
El zócalo debajo de Pali Aike contiene la cuenca de Magallanes de la edad Jurásica, que se formó durante la ruptura de Gondwana y luego se llenó de rocas volcánicas y sedimentarias. El manto debajo de Pali Aike alcanza los 2 500 millones de años de antigüedad. El Maciso del Deseado, parcialmente neoproterozoico, se encuentra al norte de Pali Aike y puede extenderse debajo del campo hasta Tierra del Fuego; No hay evidencia de que exista un zócalo precámbrico en el área de Pali Aike.  Durante el oligoceno, una transgresión marina depositó la formación Patagonia, durante los sedimentos fluviales del mioceno formó la formación Santa Cruz. La sedimentación cesó en la región hace 14 millones de años, probablemente porque en ese momento la sombra orográfica de los Andes fue efectiva en el área. En ese momento, la cresta de Chile cortó por primera vez con la zanja de Perú-Chile al oeste de Tierra del Fuego; desde entonces, la zona de colisión ha migrado al norte a la Península de Taitao en Chile occidental.
Las morrenas se encuentran al oeste y al sur del campo volcánico. El área de Pali Aike se glació durante el Pleistoceno medio, y los glaciares erosionaron los flujos de lava contemporáneos. En parte sobre la base de las fechas de estos flujos de lava, se estableció que la glaciación mayor y más grande (Glaciación Bella Vista) ocurrió hace aproximadamente entre 1.17 y 1.02 millones de años. La última glaciación (Cabo Vírgenes, Río Ciaike y Telken VI-I) fue menos extensa, pero alcanzó el Océano Atlántico en ocasiones. Esta glaciación terminó antes de 760 000 años; no hay evidencia de los últimos glaciares del Último Máximo Glacial.

## Causa de vulcanismo
El origen de los magmas de tipo oceánico cerca de los límites de placas, que también se producen en otros lugares del mundo, generalmente se atribuye a los procesos dependientes de losas. El más importante de estos es la formación de ventanas de losa (huecos en la placa descendente que permiten ascender la astenosfera) cuando los dorsales medioceánicos colisionan con zonas de subducción.  La ventana de losa generada por la subducción de la cresta de Chile pasó a las latitudes de Pali Aike hace unos 4,5 millones de años; La actividad volcánica comenzó poco después, pero la diferencia de tiempo es lo suficientemente lo suficientemente como para que el manto influenciado en la subducción sea desplazado por un manto más fresco que se mueve a través de la ventana, que es la fuente principal de las rocas volcánicas de Pali Aike. Hace ocho a seis millones de años, un cambio en el movimiento de la placa de América del Sur en relación con la placa de Escocia causó el inicio de un régimen tectónico de estiramiento en el área de Pali Aike, lo que permite el ascenso de Magmas.  Las grandes cantidades de xenolitos y primatividad de los Magmas sugieren que una vez que se formaron, ascendieron rápidamente a través de la corteza a la superficie.

## Historia eruptiva
La actividad volcánica en Pali Aike abarca del Plioceno tardío al Holoceno y se ha subdividido en las tres unidades U1, U2 y U3. La unidad U1 más antigua consta de la meseta basáltica, mientras que U2 y U3 son respiradores individuales con flujos de lava acompañantes.  La etapa volcánica de Mioceno adicional («Basaltos Bella Vista») se cultiva en el extremo noroeste del campo volcánico y está fuertemente erosionado.  No hay evidencia de una migración sistemática de los sitios de respiración. La datación potasio-argón han dado una antigüedad edad de entre 3.78 y 0.17 millones de años. La edad de Potrok Aike no se conoce con certeza, pero su edad mínima con base en los datos del núcleo de sedimentos es de 240 000 años.
El respiradero más joven es Diablo Negro-la Morada del Diablo ubicado a lo largo de la frontera con Chile-Argentina, que cubrió con lava un área de 100 kilómetros cuadrados. Los depósitos volcánicos han cubierto los artefactos arqueológicos en la Cueva Pali Aike, lo que indica una actividad volcánica entre 10000 y 5000 años antes del presente y en los últimos 15 000 años; El programa de volcanismo global menciona una erupción de 5550 ± 2500 a. C. Los depósitos de sedimentos de Laguna Azul dan a la edad aproximada de 3400 años, sugiriendo que este respiradero se formó durante el Holoceno tardío. Los depósitos de Tephra en la región se pueden haber originado en Pali Aike. El campo volcánico se ubicó la posición 18 (de 38) como el volcán más peligroso en un estudio de 2016.

## Clima, vegetación y fauna
El clima de la región es ventoso, frío, con inviernos suaves debido a la influencia oceánica, y seco, bordeando el semidesértico con precipitaciones que varían entre 300 y 150 milímetros por año. Estos patrones son debidos a la cercanía de la Antártida, la corriente fría de Humboldt y las corrientes oceánicas actuales de las islas Malvinas y la sombra de lluvia de los Andes. Algunos maars y cráteres en Pali Aike se han utilizado para la investigación paleoclimatología, en forma de análisis de núcleo de sedimentos, como Laguna Azul, Potrok Aike y Magallanes Maar.

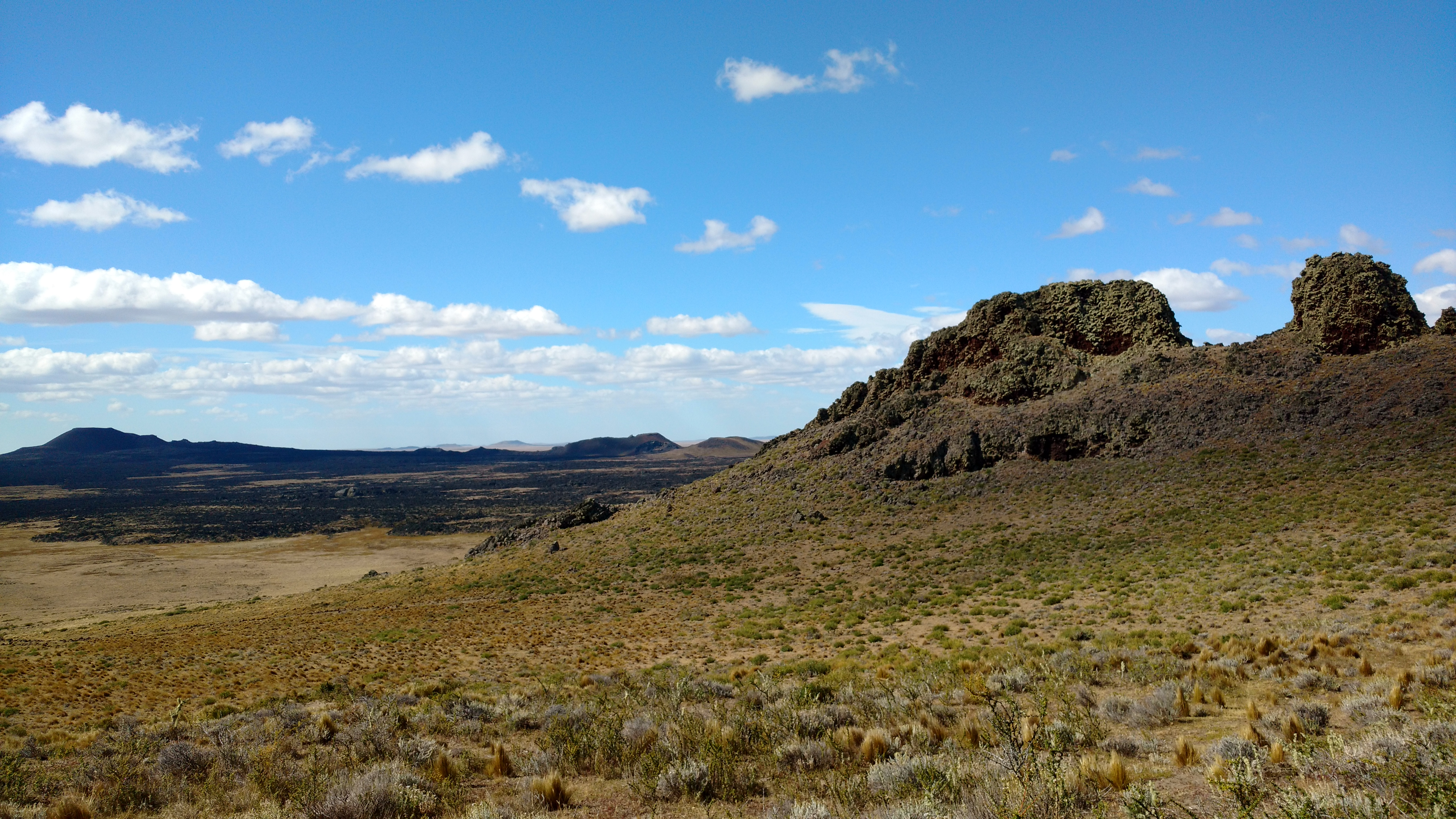
Paisaje de Pali Aike

La vegetación regional consiste en pastizales y arbustos. La especie dominante de la hierba es Festuca gracillima, aunque Festuca palescens se ha descrito como la especie dominante en el clima oeste.  La festuca está acompañada de arbustos de Chiliotrichum diffusum y la  murtilla de Magallanes en las regiones climáticas y por arbustos de Nardophyllum brioides y Nassauvia ulicina en la región más seca. Varias hierbas y magnoliópsidas  completan la flora regional. La precipitación de intercepción de Basttels altamente permeable que forman acuíferos activos que se alimentan de humedales. Las especies animales presentes en el parque incluyen armadillos, guanacos, pumas, zorrinos, zorros grises y zorros rojos. Las especies de aves incluyen especies de Chloephaga y Ttheristicus, águilas, caranchos, harriers, halconcito colorado, halcones peregrinos, ñandú, teros y varis, pero también aves acuáticas como las especies de Calidris, cisnes coscoroba, flamencos, chorlitejo malvinero, pato maicero y pato barcinos.
Los paleoregistros indican que las condiciones ecológicas variaron de un lugar a otro en la región nuevamente y durante los últimos 50 000 años. Las cuevas han producido fósiles de animales que vivían allí durante el Holoceno y el Pleistoceno, como grandes felinos y perezosos terrestres, aunque la antigua fauna de la región está mal estudiada. Desde la llegada de los europeos a fines del siglo XIX, las malezas europeas invasivas y la ganadería ovina han alterado el ecosistema regional.

## Historia arqueológica y humana
Los primeros humanos habitaron la región de Pali Aike desde hace unos 10 000 años, incluyendo varias cuevas como la cueva Fell (cuya ocupación remonta al menos 8000 años), Cóndor 1, la cueva Pali Aike, la cueva del Puma, Las Buitreras y Orejas de Burro. En cuanto a otro tipo de asentamientos se puede nombrar la laguna Thomas Gould. La investigación arqueológica en el campo volcánico comenzó en la década de 1930.
La actividad humana prehistórica se concentró en el sector del sur del campo. Los lagos y el paisaje volcánico presentan un suministro de agua confiable y ofrecieron refugio a las personas. A su vez, podrían haberse asentado en el resto de la región partiendo desde Pali Aike. Dejaron atrás yacimientos arqueológicos, petroglifos, tallas de roca y herramientas de piedra; incluso se han encontrado algunos entierros antiguos. Pali Aike fue una fuente de rocas volcánicas como la obsidiana para la fabricación de artefactos arqueológicos, pero tenían un uso limitado, quizás debido a la baja calidad de los materiales. Las rocas volcánicas degradadas procedentes del área se utilizaron como pigmentos rojos.
La región es una zona típica para el pastoreo ovino. En el lado chileno, el campo volcánico Pali Aike forma parte del parque nacional homónimo, y algunos centros volcánicos han sido investigados como posibles patrimonios geológicos. La laguna Azul ya es considerada patrimonio provincial y es objeto de turismo. El parque nacional Pali Aike fue creado en 1970 en la parte chilena y la Reserva Provincial Laguna Azul en 2005 en la argentina.